# Urs Amann
Pour les articles homonymes, voir Amann.
Urs Amann est un peintre surréaliste suisse. Il est connu, en particulier, pour avoir été l'auteur de la couverture d'albums de Klaus Schulze, dans un style qui parfois évoque certaines œuvres de Salvador Dalí (par exemple, la couverture de Timewind). Il a aussi illustré les couvertures de nombreux ouvrages, en particulier certains livres de son frère écrivain Jürg Amann. Il aime à qualifier son œuvre de « peinture méta-réaliste ».

## Biographie
Urs Amman est né en 1951 à Winterthour. En 1971, à Berlin, il produit ses premières peintures à l'huile. En 1972, il suit les cours de l'école d'art Form+Farbe à Zurich. Depuis 1974, il est artiste indépendant et depuis 1980, il est membre du groupe d'artistes de Winterthour. Il meurt le 7 mai 2019 à Cevio,.

## Couvertures d'albums
Note : certains disques (Irrlicht, Cyborg et Picture Music) ont été réédités plusieurs fois et ont également été illustrés par des couvertures d'autres artistes.
Klaus Schulze
- Irrlicht (1972)
- Cyborg (1973)
- Blackdance (1974)
- Picture Music (1975)
- Timewind (1975)

Adelbert Von Deyen
- Atmosphere (1980)

Wolfgang Bock
- Cycles (1980)